# Illois, Åbo
Illois (finska: Illoinen) är en stadsdel i Åbo i det finländska landskapet Egentliga Finland. Stadsdelen ligger på Hirvensalos västra strand. Illois är en av de minsta stadsdelarna i Åbo; i slutet av 2016 fanns det 93 invånare i Illois.
I Illois finns Åbo stads koloniträdgård som byggdes på 1980-talet för att ersätta Kuppis koloniträdgård. I Illois sydöstra del finns den lilla Illoissjön, vars vatten en gång förorenades av giftutsläpp från den tidigare belägna Rothbergs kaffepannfabriken. Det har också funnits en tegelfabrik i Illois sedan 1800-talet åtminstone fram till 1940-talet.